# Fuerte de Tolpán
El Fuerte de Tolpán fue construido en 1657, por la orden del gobernador de Pedro Porter Casanate al capitán Alonso de Córdova y Figueroa en el Tolpán o Trolpán Río, entonces territorio mapuche durante la Guerra de Arauco en Chile.
El río Tolpán era el nombre en ese momento por lo que ahora es la parte inferior de la río Renaico y el río Vergara en la confluencia con el río Renaico el cual desemboca en el Río Bío Bío . Tolpán o Trolpán es una contracción de las palabras del mapudungun Thol que significan "en frente", y de pangui, es decir "león" o puma, lo que significaría "delante del león". Situado en la confluencia de los ríos Renaico y Vergara, capitán de Córdova y Figueroa utilizó la fortaleza para actuar contra los mapuches en las tierras de alrededor, durante la insurrección mapuche de 1655, pero fue abandonado unos años más tarde.
Después de la independencia de Chile, cuando el ejército chileno ingresa a la zona durante la década de 1860, el coronel Cornelio Saavedra da inicio a los estudios para instalar un fortín a orillas del río Renaico en el mismo emplazamiento de este fuerte lo que fenalmente no se concreta.

## Fuente
- Francisco Solano Asta-Buruaga y Cienfuegos, Diccionario geográfico de la República de Chile, SEGUNDA EDICIÓN CORREGIDA Y AUMENTADA, NUEVA YORK, D. APPLETON Y COMPAÑÍA, 1899, Pg. 843 Tolpán or Trolpán

- Datos: Q5472180